# Nugzari Tsurtsumia
Nugzari Tsurtsumia (in georgiano ნუგზარ წურწუმია?; 25 febbraio 1997 – Khobi, 3 luglio 2024) è stato un lottatore georgiano, specializzato nella lotta greco-romana.

## Biografia
Ai mondiali di Nur-Sultan 2019 vinse la medaglia d'oro nel torneo dei 55 chilogrammi, battendo in finale il kazako Khorlan Zhakansha.
Morì suicida nella sua casa a Khobi il 3 luglio 2024 all'età di 27 anni, dopo aver perso nel corso dei sei mesi precedenti il padre, la madre e il fratello.

## Palmarès
- Mondiali

Budapest 2018: bronzo nei 55 kg.
Nur-Sultan 2019: oro nei 55 kg.
Oslo 2021: bronzo nei 55 kg.
- Europei

Kaspijsk 2018: bronzo nei 55 kg.
Roma 2020: bronzo nei 55 kg.
Budapest 2022: argento nei 55 kg.